# Экономика Намибии
Намибия — страна с динамично развивающейся экономикой.
Намибия является одной из беднейших стран Африки, безработица здесь составляет от 22,3 %. 
По данным Всемирного банка, в 2015 году 13,4 % населения жило менее чем на 1,9 долл. в день (относительно 2003 года показатель улучшился на 18,1 %), а 29,60 % жило менее чем на $3.2 в день (при этом за последние 6 лет показатель улучшился на 37 %). 
Экономика Намибии сохраняет связи с экономикой ЮАР. Намибийский доллар жестко привязан к южноафриканскому ранду.

## Сельское хозяйство
В отличие от большинства стран Африки, сельское хозяйство в Намибии не является ведущей отраслью экономики. Его доля в ВВП составляет 6,2 % ВВП (2015) и в нём занято 16,3 % рабочей силы (2008). Сельскохозяйственных угодий в стране не хватает, обрабатывается 1 % территории. Выращиваются кукуруза, пшеница, просо. 
Проблемой независимой Намибии стало принадлежность значительной части обрабатываемой земли белому меньшинству. Для её решения в 1995 году был принят закон, предусматривающий три принципа аграрной реформы: каждая ферма при продаже должна сначала быть предложена государству, государственный банк выдаёт кредит под процент ниже рыночного обездоленным людям, а государственные общинные земли продаются небольшими участками. Результаты политики таковы — в 1990—2007 гг. примерно 800 чёрных фермеров было переселено на около 12 % «коммерческой земли». В 2005 году начался принудительный выкуп «белых ферм» и к 2008 году было таким образом реквизировано государством 5 ферм.

## Промышленность
Доля промышленности в ВВП Намибии 30 %. В ней занято 22,4 % рабочей силы.

### Горнодобывающая промышленность
Намибия — один из крупнейших мировых экспортёров алмазов. Алмазы добывает компания «Намдеб», часть которой принадлежит южноафриканской корпорации «Де Бирс». 
В 2004 году добыто 1,86 млн каратов алмазов, а в 2011 году — 1,26 млн каратов, в 2014 году — 1,92 млн каратов, в 2016 году — 1,72 млн каратов алмазов. 
В промышленных масштабах добываются цинк, олово, золото, уран (в разработке урановых месторождений участвует и Россия), вольфрам, кадмий.

### Обрабатывающая промышленность
Главная отрасль обрабатывающей промышленности Намибии — металлургия. 
Имеются также заводы по сборке автомобилей, предприятия пищевой промышленности. 
В 1998 году стала работать фабрика по обработке алмазов «Наджем». 
Но в целом обрабатывающая промышленность Намибии неконкурентоспособна по причине ввоза дешёвых товаров из ЮАР, с которой у Намибии сохраняются тесные связи.

## Транспорт
Автодороги
- всего — 44 138 км (2010)[1]
  - с твердым покрытием — 6387 км
  - без твёрдого покрытия — 37 751 км

Железные дороги
- всего — 2628 км (2014)[1]

Аэропорты
- всего — 112 (2013)[1]
  - с твердым покрытием — 19
  - без твердого покрытия — 93

Водный транспорт
- всего судов — 1 водоизмещением 2,265 грт/3,365 дедвейт

## Торговля
Экспорт: 5,042 млрд долларов (2015)
Статьи экспорта: алмазы, медь, золото, цинк, свинец, уран, крупный рогатый скот, рыба
Импорт: 7,205 млрд долларов (2015)
Статьи импорта: продовольствие, топливо, машины, химикаты

## Туризм
35,2 % от экспорта услуг составляет прибыль от туризма. В 2017 году в страну въехало 1,5 миллиона туристов.
В 1994 году представители народом лози было объявлено о независимости Каприви, что повлекло за собой попытку вооружённого мятежа. В настоящее время противостояние утихло, с 2001 года полоса Каприви вновь объявлена безопасной для туристов.